# Micro-economische grondslagen
In de economie verwijst de term micro-economische grondslagen naar de micro-economische analyse van het gedrag van individuele agenten, zoals huishoudens of bedrijven, die ten grondslag liggen aan een macro-economische theorie (Barro, 1993, glossarium, blz. 594).

## Geschiedenis
Critici van de Keynesiaanse benadering van de macro-economie wezen er midden twintigste eeuw op dat sommige van Keynes' veronderstellingen inconsistent waren met de standaard micro-economie. Bijvoorbeeld Milton Friedmans micro-economische theorie van de consumptie in de tijd (de 'permanente inkomenshypothese') stelde dat de marginale geneigdheid tot consumeren uit tijdelijk inkomen van cruciaal belang is voor de Keynesiaanse multiplier. Deze waarde was volgens Friedman veel kleiner dan door de Keynesianen werd aangenomen.  
Om die reden hebben vele empirische studies geprobeerd om de marginale geneigdheid tot consumeren te achterhalen. Macro-economen hebben ook alternatieve micro-economische modellen bestudeerd (zoals modellen van kredietmarktimperfecties en de modellen waar uit voorzorg gespaard wordt), die een hogere marginale geneigdheid tot consumeren impliceren.

## Kritiek
Het grondslagenonderzoek is omstreden, omdat het zich vrijwel uitsluitend richt op de neoklassieke micro-economie, die zelf omstreden is vanwege de eenvoudig te falsifiëren aannames aangaande het menselijk gedrag (samengevat onder de noemer homo oeconomicus). Volgens bijv. Shaikh begaat de economische wetenschap hier een methodologische fout: macroverschijnselen, zoals de dominantie van het winststreven, kunnen altijd verklaard als een emergente eigenschap van realistischer aannames, terwijl in de economie de neiging bestaat om de macro-eigenschappen te projecteren op het micro-domein. Hahn heeft langs soortgelijke lijnen betoogd dat juist macro-economische grondslagen voor de micro-economie nodig zijn, om te begrijpen hoe economisch gedrag tot stand komt in zijn sociaaleconomische omgeving.

## Voetnoten
1. ↑  Robert J. Barro (1993), Macroeconomics, 4e druk ISBN 0-471-57543-7.
2. ↑  Maarten Janssen (2008), 'Microfoundations', in The New Palgrave Dictionary of Economics, 2e druk
3. ↑  zie bijvoorbeeld Barro, 1993, hoofdstuk 3, blz. 87)
4. ↑  Angus Deaton (1992), Understanding Consumption, Oxford University Press. Beschrijving en hoofdstuk-preview links. ISBN 0-19-828824-7.
5. ↑   Anwar Shaikh (2016). Capitalism. Oxford University Press, pp. 88-89.
6. ↑  Frank Hahn, Macro foundations of micro-economics, Economic Theory 21, 2003, pp. 227-232.